# Guerre entre Rus' et Byzantins (968-971)
Pour les articles homonymes, voir Guerres russo-byzantines.

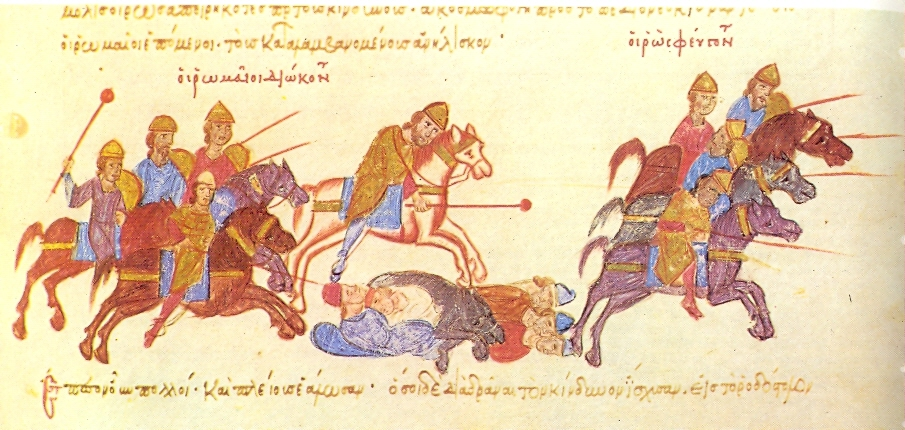
Oleg le Sage dirigeant en personne une opération amphibie sous les murs de Constantinople. Enluminure russe.

La guerre russo-byzantine est un conflit qui débuta en 967 ou 968 et se termina en 971, au cours duquel Sviatoslav, souverain de Kiev, envahit la Bulgarie à l’instigation de Byzance.
En 927, un traité de paix fut signé entre Byzance et la Bulgarie, mettant un terme à de nombreuses années de guerre. Un traité similaire avait été signé avec les Rous’ en 945 qui interdisait à ceux-ci d’envahir Chersonèse. En 965 ou 966, l’empereur-soldat Nicéphore II Phokas, qui avait succédé à Romain II, refusa de verser à la Bulgarie le tribut agréé par son prédécesseur et rasa quelques forteresses sur la frontière bulgare. Mais, davantage préoccupé par les guerres en Orient, il suggéra au prince rous’ Sviatoslav d’envahir la Bulgarie. Dans les deux années qui suivirent, Sviatoslav fit prisonnier le tsar Boris II, s’empara de la presque totalité de la Bulgarie et menaçait de continuer vers Constantinople. Réalisant son erreur, Nicéphore chercha à s’allier avec les Bulgares contre les Rous’. La même année, il fut renversé par Jean Tzimiscès lequel envahit à son tour la Bulgarie et, en 971, s’empara de Preslav. Enfermé dans la ville de Silistrie (Dorostolon) sur le Danube, Sviatoslav dut se rendre aux Byzantins après trois mois de siège (juillet 971) et évacuer immédiatement la Bulgarie ; il promettait de s’abstenir dans l’avenir d’attaquer Chersonèse qui appartenait aux Byzantins et s’engageait à prendre le parti de Byzance contre ses ennemis.

## Toile de fond
Au début du Xe siècle, deux puissances dominaient les Balkans : l’Empire byzantin contrôlait le sud de la péninsule et la côte, alors que l’Empire bulgare tenait le centre et le nord. Le tsar Siméon (règne 893-927) réussit à étendre son empire au détriment de Byzance grâce à une série de guerres qui lui valurent de voir reconnu son titre impérial. La mort de Siméon en mai 927 fut bientôt suivie d’un rapprochement entre les deux empires, concrétisé par un traité et le mariage plus tard la même année entre le second fils et successeur de Siméon, Pierre Ier (r. 927-969) et Maria, petite-fille de l’empereur byzantin Romain Ier Lécapène (r. 920-944). Le titre d’empereur fut reconnu à Pierre comme il l’avait été à son père. De plus, les Byzantins s’engagèrent à payer un tribut aux Bulgares dans lequel, pour sauver la face, ils affectèrent de voir une dot,.

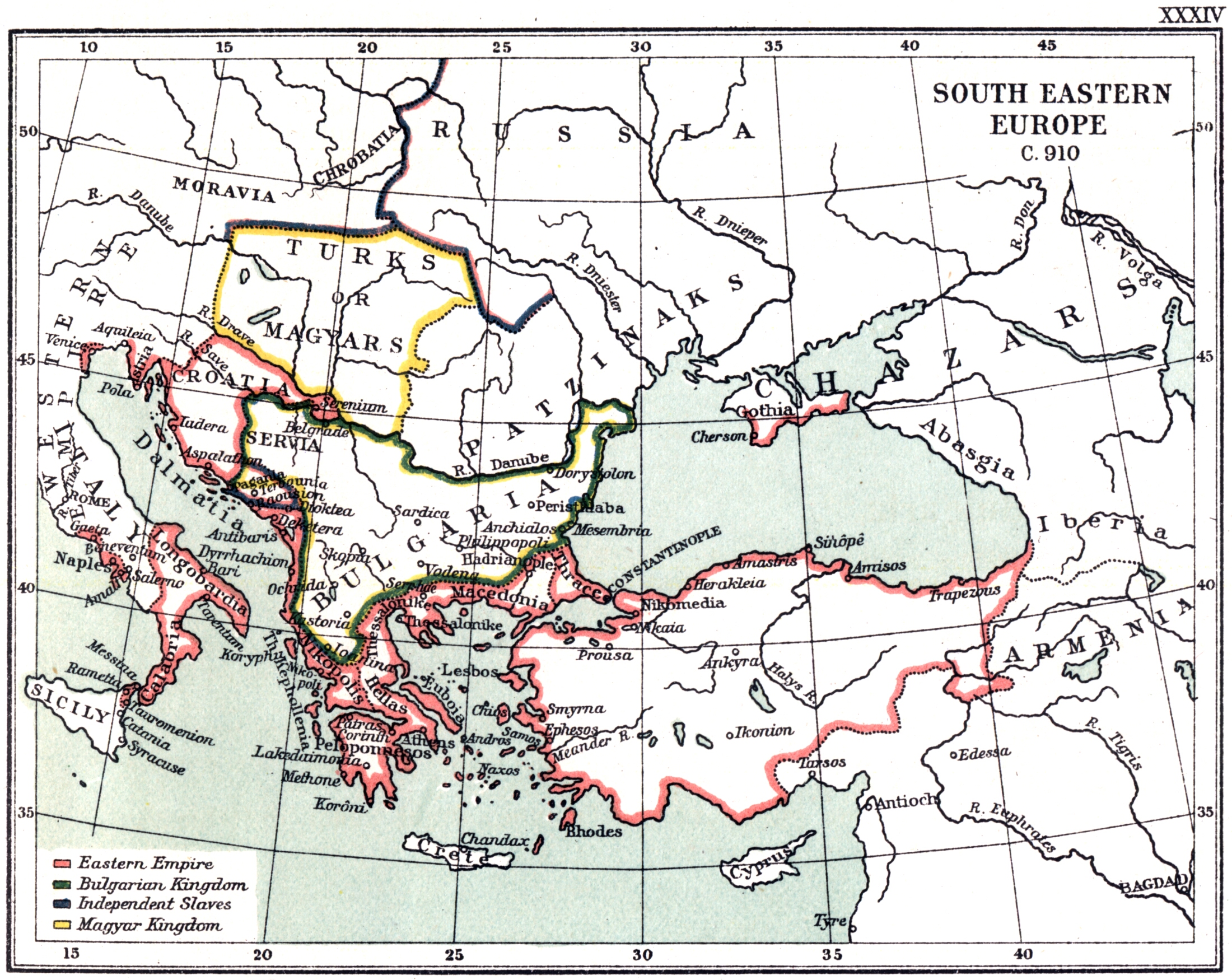
Les Balkans au Xe siècle

L’accord dura près de quarante ans. Cette période de tranquillité convenait aux deux parties, car en dépit de la frontière naturelle formée par le Danube, la Bulgarie continuait à être menacée par les attaques des Petchenègues et des Magyars qui lançaient des raids à travers le pays, quelquefois même en territoire byzantin. Le traité signifiait toutefois une accalmie au nord puisque les raids des Petchenègues se faisaient à l’incitation des Byzantins. S’il était moins reluisant que celui de Siméon, le règne de Pierre se traduisait par un « âge d’or » pour la Bulgarie en termes d’économie et de développement urbain,,.
Byzance pour sa part put porter toute son attention vers l’Orient où une série de campagnes sous les généraux Jean Kourkouas et Nicéphore Phocas contre le califat abbasside permit d’agrandir sensiblement le territoire impérial. Pendant la même période, les réformes de l’armée permirent de donner à celle-ci une plus grande efficacité et une orientation plus offensive,. Les Byzantins ne négligèrent pas pour autant les Balkans ; ils travaillèrent avec patience à améliorer leurs contacts avec les peuples d’Europe centrale et orientale, modifiant subtilement la balance du pouvoir dans la péninsule. À partir de leur avant-poste de Cherson (ou Chersonèse) en Crimée, ils encourageaient le commerce avec les Petchenègues et la puissance émergente de la Rous’ kiévienne ; des missionnaires byzantins portaient l’évangile chez les Magyars, et les princes slaves de l’ouest des Balkans en vinrent à reconnaitre à nouveau la souveraineté de l’empire, surtout lorsque Časlav Klonimirović mit fin à la suzeraineté bulgare sur la Serbie. Ces relations à la périphérie de l’Empire bulgare demeuraient un instrument important pour la diplomatie de Constantinople puisqu’en encourageant les attaques des Petchenègues et des Khazars contre la Bulgarie, elle pouvait appliquer une certaine pression sur cette dernière,.
Après la mort subite de Romain II en 963, Nicéphore Phocas usurpa le trône et devint empereur senior sous le nom de Nicéphore II (r. 963-969). Membre d’une grande famille de l’aristocratie militaire d’Anatolie, il se préoccupa surtout des possessions d’Asie mineure et conduisit personnellement les campagnes qui permirent de récupérer Chypre et la Cilicie. Vers la fin de 965 ou début 966, une délégation bulgare vint réclamer le tribut habituel. Nicéphore, enhardi par ses récents succès et jugeant les exigences bulgares insultantes, refusa de payer en invoquant que la mort de l’impératrice Marie (vers 963) avait rendu cette obligation caduque. Il fit battre les ambassadeurs et les renvoya chez eux couverts d’insultes et de menaces. De plus, il se rendit avec ses troupes en Thrace où il se livra à des manœuvres militaires visant à prouver sa force en s’emparant de quelques forteresses bulgares,,. Les gestes de Nicéphore s’expliquaient également par le fait que Pierre Ier avait signé avec les Magyars un traité stipulant que ces derniers pourraient traverser la Bulgarie pour faire des raids dans l’Empire byzantin s’ils cessaient leurs attaques contre la Bulgarie.

## Les Rous’ envahissent la Bulgarie à l’instigation de Constantinople
Désireux d’éviter une guerre avec Byzance, Pierre Ier envoya ses deux fils, Boris et Romain, comme otages à Constantinople. Ce geste n’apaisa pas Nicéphore, mais ce dernier ne put ou ne voulut entreprendre une campagne contre la Bulgarie, ses forces étant toutes engagées en Orient. De plus, l’expérience avait appris aux Byzantins les dangers des expéditions dans les régions montagneuses et très boisées de Bulgarie,. Il se résolut à utiliser la tactique habituelle consistant à se servir d’une tribu d’Europe de l’Est pour attaquer la Bulgarie. À la fin de 966 ou au début de 967, il envoya le patrikios Kalokyros, un citoyen de Cherson, comme ambassadeur auprès du prince des Rous’, Sviatoslav. Depuis longtemps, les Byzantins maintenaient des relations suivies avec les Rous’ avec qui ils avaient déjà conclu des traités (911, 945). Contre la promesse d’un riche butin et, selon Léon le Diacre, du paiement d’une somme de 1 500 livres d’or, les Rous’ acceptèrent d’envahir la Bulgarie à partir du nord,,. Il était quelque peu surprenant que Nicéphore appelle Sviatoslav à l’aide puisque les Byzantins faisaient traditionnellement appel aux Petchenègues pour ce genre de choses. Selon l’historien A.D. Stokes qui s’est penché sur la question, Nicéphore aurait eu un motif précis en détournant l’attention de Sviatoslav, lequel venant de détruire le khanat khazar, aurait été tenté de s’emparer de l’avant-poste byzantin de Cherson.

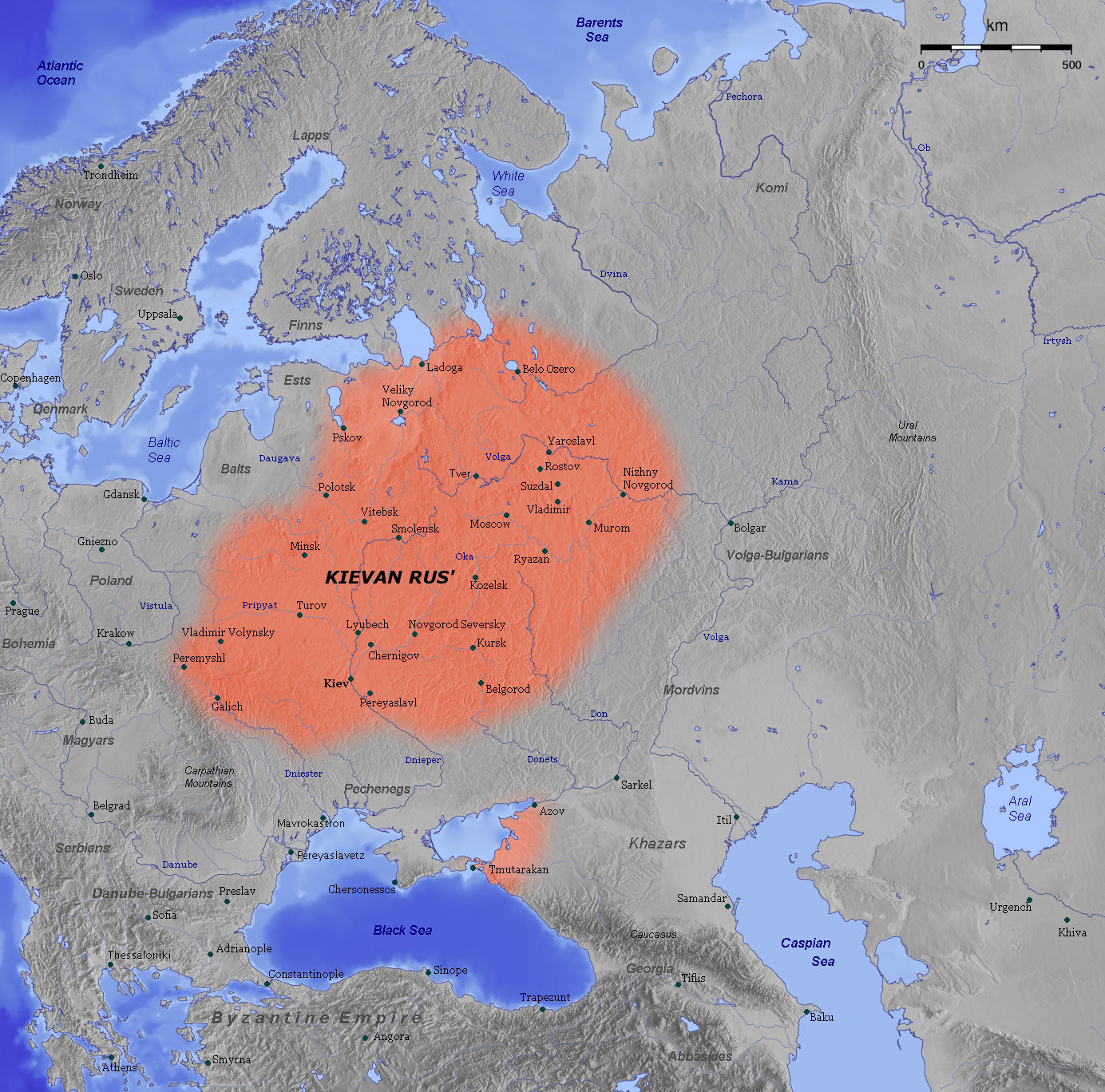
La Rous' kiévienne au milieu du Xe siècle

Sviatoslav répondit avec enthousiasme à la proposition byzantine. En aout 967 ou 968, les Rous’ traversèrent le Danube, entrèrent en Bulgarie, défirent l’armée bulgare de 30 000 hommes à la bataille de Silistra, et occupèrent la majeure partie de la Dobruja. Selon l’historien bulgare Vasil Zlatarski, Sviatoslav s’empara de quelque 80 villes dans le nord-est de la Bulgarie qui furent pillées et détruites mais non occupées sur une base permanente. Lorsqu’il reçut la nouvelle, le tsar Pierre Ier eut une attaque d’apoplexie. Les Rous’ passèrent l’hiver à Pereyaslavets pendant que les Bulgares se retiraient dans la forteresse de Dorostolon (Silistra),,. L’année suivante, Sviatoslav quitta l’endroit avec une partie de son armée pour aller combattre les Petchenègues qui se dirigeaient sur Kiev, sa capitale (à l’incitation des Byzantins ou, selon la Chronique des temps passés, à celle des Bulgares). En même temps, le tsar Pierre envoya une nouvelle ambassade à Constantinople dont le compte-rendu nous a été laissé par Liutprand de Crémone. Contrairement à la première ambassade, les délégués bulgares furent reçus avec courtoisie. Toutefois, Nicéphore, maintenant certain de ses positions, exigea de sévères conditions : le tsar Pierre dut abdiquer et être remplacé par Boris, alors que les deux jeunes empereurs Basile et Constantin devaient recevoir la main de princesses bulgares, filles de Boris,.
Pierre se retira dans un monastère où il mourut en 969 ; Boris fut relâché de prison et devint le tsar Boris II. Le plan de Nicéphore semblait se dérouler comme il l’avait conçu,. Toutefois, Sviatoslav, qui avait découvert la richesse des terres fertiles du sud, voulut conquérir un territoire plus vaste. Il y fut, semble-t-il, encouragé par l’ancien envoyé byzantin, Kalokyros, qui convoitait la couronne impériale pour lui-même. C’est pourquoi, après avoir défait les Petchenègues et avoir établi des vice-rois pour gouverner la Russie en son absence, il se tourna à nouveau vers le sud,,.
À l’été 969, Sviatoslav retourna en force en Bulgarie, accompagné par de contingents petchenègues et magyars. En son absence, Pereyaslavets avait été reprise par Boris II. Les défenseurs bulgares se battirent héroïquement, mais Sviatoslav s’empara de la ville. Boris et Romain capitulèrent et les Rous’ se rendirent rapidement maitres de l’est et du nord de la Bulgarie, installant des garnisons à Dorostolon et à Preslav, la capitale bulgare. Boris continua à y résider, n’exerçant qu’une autorité nominale, étant en réalité vassal de Sviatoslav. Souverain en titre seulement, sa présence ne servait qu’à atténuer le ressentiment de la population à l’endroit des Rous’,. Sviatoslav quant à lui semble avoir réussi à s’assurer l’appui des Bulgares. Des soldats bulgares s’enrôlèrent dans son armée en grand nombre, soit qu’ils y aient été attirés par la soif de butin, soit qu’un héritage slave commun leur ait rendu attrayants les plans anti-byzantins de Sviatoslav. Le prince rous’ lui-même semble avoir porté une attention considérable au désir de ne pas s’aliéner ses nouveaux sujets : il défendit à son armée de piller les campagnes ou les villes qui se rendraient de bon gré.
Les plans de Nicéphore s’étaient donc retournés contre lui. La faible Bulgarie était devenue une nation guerrière sur la frontière nord de l’empire et Sviatoslav ne semblait guère vouloir arrêter sa progression vers l’Empire byzantin. L’empereur tenta bien d’inciter les Bulgares à reprendre la guerre contre Sviatoslav, mais en vain. Le 11 décembre 969, Nicéphore fut assassiné dans un coup d’État qui porta Jean Ier Tzimiscès sur le trône (r. 969-976). Pour assainir la situation dans les Balkans, le nouvel empereur envoya une délégation à Sviatoslav, proposant des négociations. Le souverain rous’ exigeait pour se retirer une importante somme d’argent, à moins que l’empire ne consente à lui abandonner ses territoires européens, ne conservant que ses territoires d’Asie mineure,,. Tzimiscès était alors occupé à consolider sa position et à mettre un terme à l’agitation du clan Phokas et de leurs alliés en Asie mineure. Il confia donc la guerre dans les Balkans à son beau-frère, le domestique des Scholes, Bardas Skléros, et au stratopédarque, l’eunuque Pierre Phocas,,.
Au début de 970, une importante armée rous’ à laquelle s’étaient joints des contingents bulgares, petchenègues et magyars traversa les montagnes bulgares pour se diriger vers le sud. Les Rous’ prirent d’assaut la ville de Philippopolis (maintenant Plovdiv) et, si l’on en croit Léon le Diacre, empalèrent 20 000 survivants,. Skléros, avec une armée de 10 000 à 12 000 hommes fit face à l’avance rous’ près de Arcadiopolis (maintenant Luleburgaz) au début du printemps 970. Le général byzantin, dont les forces étaient considérablement inférieures, utilisa un stratagème : il feignit de retraiter devant le contingent petchenègue qu’il attira loin de l’armée principale et le fit tomber dans une embuscade. Le reste de l’armée rous’ fut prise de panique et s’enfuit, laissant de nombreuses victimes aux mains des poursuivants byzantins. Les Rous’ se retirèrent au nord des montagnes balkaniques, ce qui donna à Tzimiscès le temps de faire face à l’agitation intérieure et de rassembler ses forces,.

## Campagne de Byzance contre les Rous’
Une fois réprimée la révolte de Bardas Phokas au cours de l’année 970, Tzimiscès rassembla ses troupes au début de 971 pour une campagne contre les Rous’ transférant celles-ci d’Asie en Thrace et faisant provision de fournitures et d’équipement pour le siège. La marine fut chargée de transporter les troupes pour effectuer un débarquement à l’arrière de l’ennemi et empêcher tout effort de retraite par une traversée du Danube,. L’empereur choisit la semaine de Pâques 971 pour entrer en action, prenant les Rous’ complètement par surprise. Les cols des montagnes balkaniques avaient été laissés sans garnison, soit parce que les Rous’ étaient occupés à supprimer des révoltes en Bulgarie (ce que suggère A.D. Stokes), soit parce qu’ils faisaient entièrement confiance aux clauses de l’accord de paix conclu après la bataille d’Arcadiopolis ,,.
L’armée byzantine, conduite par Tzimiscès en personne, au nombre de 30 000 à 40 000 hommes avança rapidement et atteignit Preslav sans encombre. L’armée rous’ fut défaite au cours d’une bataille qui eut lieu devant les murs de la ville et les Byzantins entreprirent le siège. Les Rous’ et la garnison bulgare conduite par le noble Sphangel . Bien qu’il ait opposé une vive résistance, la ville fut prise d’assaut le 13 avril. Boris II et sa famille furent faits prisonniers et amenés à Constantinople avec les insignes impériaux, ,,. Le gros des troupes rous’ sous le commandement de Sviatoslav se retira devant l’armée impériale aux abords de Dorostolon sur le Danube. Craignant un soulèvement de la part des Bulgares, Sviatoslav ordonna l’exécution de 300 nobles bulgares et fit mettre de nombreux autres en prison. L’armée impériale avança sans difficulté ; les garnisons bulgares des forts situés le long de sa route se rendirent sans difficulté,.

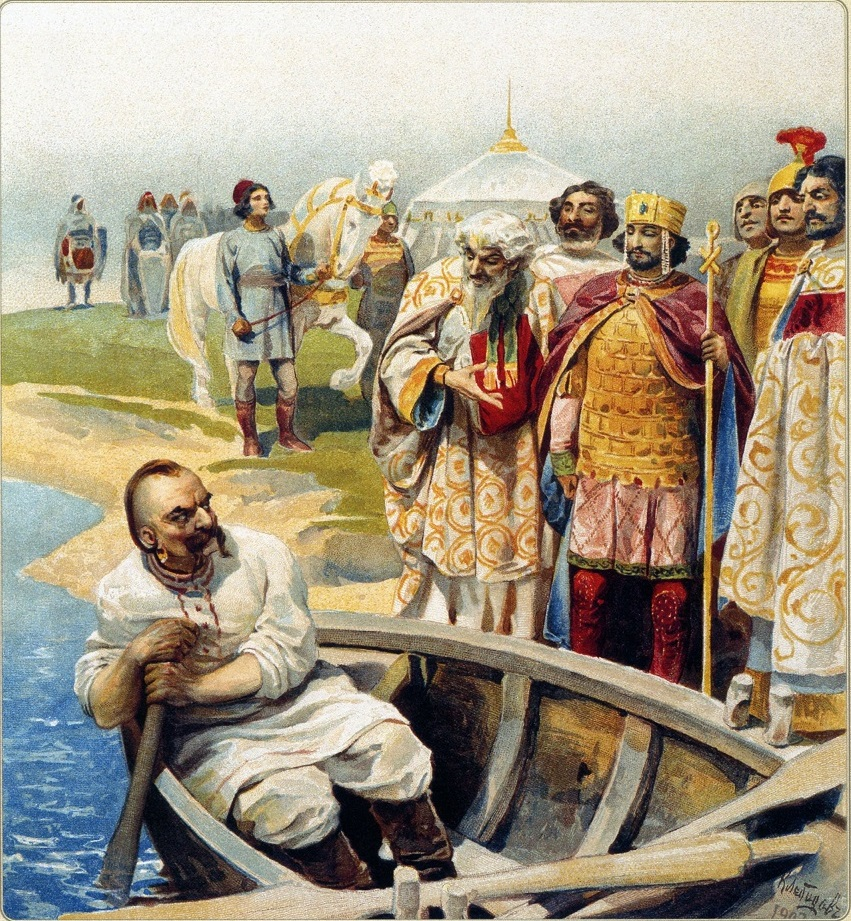
Rencontre entre Sviatoslav et l'empereur Jean Tzimiscès (d'après Klavdy Lebedev).

Alors que les Byzantins s’approchaient de Dorostolon, ils rencontrèrent l’armée rous’ déployée dans un champ devant la ville en position de bataille. Après une longue lutte chaudement disputée, les Byzantins l’emportèrent lorsque Tzimiscès fit avancer la cavalerie cataphracte. Les Rous’ rompirent rapidement l’engagement pour se réfugier à l’intérieur de la forteresse. Le siège qui s’ensuivit dura trois mois, les Byzantins bloquant la ville par terre et par mer et les Rous’ tentant plusieurs sorties. Trois batailles rangées eurent lieu, toutes trois remportées par les Byzantins. Lors de la dernière, qui fut particulièrement féroce fin juillet, les Rous’ furent obligés de capituler. Selon les chroniqueurs byzantins, il ne restait plus que 22 000 hommes sur un total de 60 000,. Tzimiscès rencontra Sviatoslav et les deux souverains conclurent un traité : l’armée russe était autorisée à partir, laissant derrière elle prisonniers et butin ; ses droits de commerce étaient maintenus pourvu qu’elle fasse serment de ne plus jamais attaquer le territoire impérial. Sviatoslav ne survécut guère à la conclusion de cette paix : il fut assassiné sur la voie du retour, tombant dans une embuscade petchenègue sur le Dniepr,.

## Suites de la guerre
La guerre se termina par une éclatante victoire byzantine et Tzimiscès décida d’en tirer pleinement partie. Même s’il avait déjà reconnu Boris II comme souverain légitime, son attitude se modifia après Dorostolon : lors de son retour triomphal à Constantinople, l’empereur entra dans la ville par la Porte d’Or derrière un char portant une icône de la Vierge Marie et les insignes impériaux bulgares, Boris et sa famille suivant derrière lui. Lorsque la procession atteignit le Forum de Constantin, Boris fut dépouillé de ses vêtements impériaux et, à la cathédrale de la Sainte-Sagesse, la couronne de Bulgarie fut officiellement consacrée à Dieu,.

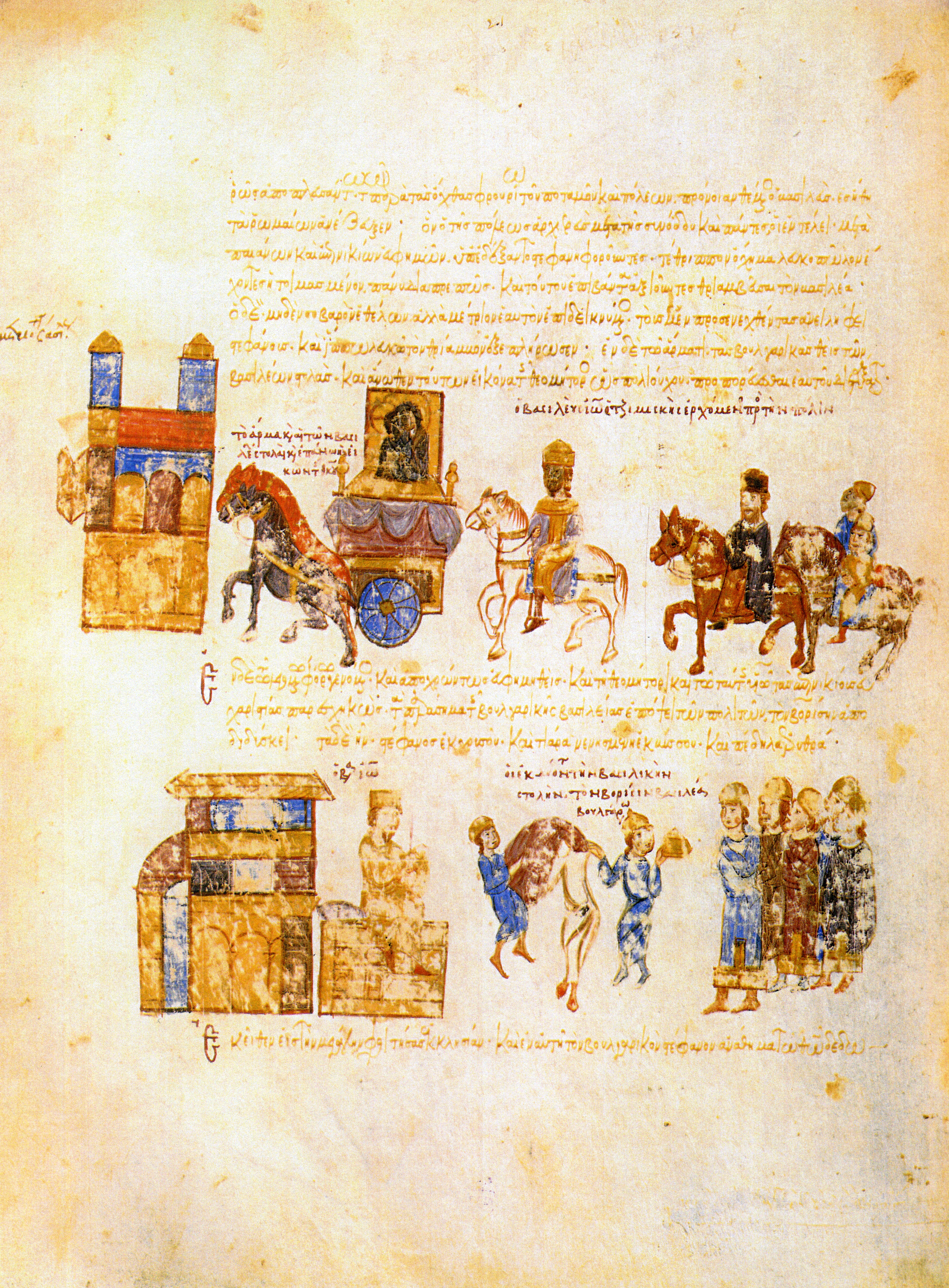
Le triomphe de Jean Tzimiscès : l'empereur sur un cheval blanc suit le char sur lequel se trouve l'image de la Vierge et les insignes royaux bulgares, le souverain bulgare suivant à quelque distance. (Madrid Skylitzes)

Ceci marquait la fin officielle de la Bulgarie en tant qu’État souverain, du moins aux yeux des Byzantins. Des généraux byzantins furent stationnés comme gouverneurs dans l’est du pays, le long du Danube. Preslav fut renommée Ioannopolis en l’honneur de l’empereur et Dorostolon (ou peut-être Pereyaslavets) fut renommé Theodoropolis en l’honneur de saint Théodore le Stratélate que l’on croyait être intervenu en faveur des Grecs avant la bataille de Dorostolon. Tzimiscès réduisit le patriarcat bulgare au rang de simple archidiocèse sous la juridiction du patriarche de Constantinople. La famille royale de même que bon nombre de nobles dut vivre à Constantinople et la région de Philippopolis en Asie mineure fut repeuplée en y établissant des Arméniens,,. Toutefois, si l’on exclut l’est de la Bulgarie, la mainmise byzantine, en dehors des grands centres urbains, n’existait qu’en théorie. Tzimiscès, tout comme Nicéphore Phokas, était beaucoup plus intéressé par l’Orient. Le danger rous’ étant écarté et la Bulgarie, en apparence du moins, pacifiée, il put tourner son attention vers la Syrie. Aucun effort n’ayant été fait pour sécuriser l’intérieur des Balkans, le nord et le centre des Balkans ainsi que la Macédoine où ni les Rous’ ni les troupes de Tzimiscès ne s’étaient aventurés demeurèrent comme auparavant entre les mains des élites locales bulgares />,,.
Dans ces régions naquit une nouvelle résistance bulgare laquelle, profitant des guerres civiles qui suivirent la mort de Tzimiscès en 976, fut conduite par les quatre fils du comte (comes) Nicolas qui furent bientôt connus sous le nom de Cometopuli (« fils du comte »). Couronné tsar en 997, le plus capable d’entre eux, Samuel, devait faire revivre un royaume dont le centre géographique fut la Macédoine. Guerrier formidable, il conduisit des campagnes sur le territoire byzantin et progressa vers le sud jusqu’au Péloponnèse, engageant l’empereur Basile II (r. 976-1025) dans une série de guerres qui se termina par la conquête de la Bulgarie par les Byzantins en 1018,,. Toutefois, les évènements de 971 firent que les Byzantins se refusèrent à voir en lui autre chose qu’un rebelle à l’autorité impériale et, évidemment, se refusèrent à concéder que les deux empereurs bulgare et byzantin s’étaient retrouvés sur un pied d’égalité avant 971,.